# Saut à ski aux Jeux olympiques de 2014
Navigation
Vancouver 2010 Pyeongchang 2018
Les épreuves de saut à ski aux Jeux olympiques d'hiver de 2014 se tiennent du 8 février 2014 au 17 février 2014 au complexe de tremplins RusSki Gorki dans la station de sports d'hiver de Krasnaïa Poliana dans le kraï de Krasnodar (Russie).
L’épreuve masculine de saut à ski fait partie des épreuves olympiques depuis les premiers Jeux olympiques d’hiver qui ont eu lieu à Chamonix en France, en 1924. L’épreuve sur grand tremplin a été ajoutée aux Jeux olympiques de 1964 à Innsbruck.
Pour ces Jeux olympiques de 2014, une épreuve féminine fait son apparition, sur le « tremplin normal » d'une taille de 106 mètres.

## Calendrier
| q | Qualification | C | Concours |

| Évènements                           | Évènements                           | Calendrier   | Calendrier | Calendrier | Calendrier | Calendrier | Calendrier | Calendrier | Calendrier | Calendrier | Calendrier | Calendrier | Calendrier | Calendrier | Calendrier | Calendrier | Calendrier | Calendrier | Calendrier |
| Évènements                           | Évènements                           | 6            | 7          | 8          | 9          | 10         | 11         | 12         | 13         | 14         | 15         | 16         | 17         | 18         | 19         | 20         | 21         | 22         | 23         |
| Évènements                           | Évènements                           | Février 2014 |            |            |            |            |            |            |            |            |            |            |            |            |            |            |            |            |            |
| Cérémonies d'ouverture et de clôture | Cérémonies d'ouverture et de clôture |              | •          |            |            |            |            |            |            |            |            |            |            |            |            |            |            |            | •          |
|                                      |                                      |              |            |            |            |            |            |            |            |            |            |            |            |            |            |            |            |            |            |
| Hommes                               |                                      |              |            |            |            |            |            |            |            |            |            |            |            |            |            |            |            |            |            |
| HS 106                               |                                      |              | q          | C          |            |            |            |            |            |            |            |            |            |            |            |            |            |            |            |
| HS 140                               |                                      |              |            |            |            |            |            |            | q          | C          |            |            |            |            |            |            |            |            |            |
| HS 140 par équipes                   |                                      |              |            |            |            |            |            |            |            |            |            | C          |            |            |            |            |            |            |            |
|                                      |                                      |              |            |            |            |            |            |            |            |            |            |            |            |            |            |            |            |            |            |
| Femmes                               |                                      |              |            |            |            |            |            |            |            |            |            |            |            |            |            |            |            |            |            |
| HS 106                               |                                      |              |            |            |            | C          |            |            |            |            |            |            |            |            |            |            |            |            |            |
|                                      |                                      |              |            |            |            |            |            |            |            |            |            |            |            |            |            |            |            |            |            |

## Format des épreuves

### Concours masculins

#### Concours individuels
Pour les sauts individuels, la compétition débute la journée précédente par un saut de qualification. Les dix sauteurs classés en tête au circuit de la Coupe du Monde sont déjà présélectionnés, ils sautent lors de cette séance s'ils le souhaitent, mais ne sont pas notés ni classés. Les quarante premiers de l'épreuve de qualification rejoignent les pré-sélectionnés pour l'épreuve olympique proprement dite.
Après un saut dit d'« essai », la première manche du concours olympique voit s'affronter ces cinquante sauteurs ; seuls les trente premiers au premier saut peuvent participer au tour final. L’ordre de départ du deuxième saut est à l’inverse du classement provisoire du premier saut.

#### Concours par équipes
L'épreuve par équipes se déroule également en deux manches. Au premier tour, un sauteur de chaque équipe de quatre saute, puis le deuxième sauteur, puis le troisième et finalement le quatrième. Seules les huit équipes qui se sont les mieux classées au premier tour participent à la deuxième manche. L’ordre de départ du deuxième tour est aussi l'inverse du classement provisoire à l'issue de la première manche. Pour le huitième et dernier saut du concours, l'ordre de départ des derniers équipiers est de nouveau défini par le classement à cet instant du concours, à l'inverse du classement provisoire. 
L’équipe qui obtient la note totale la plus élevée pour les huit sauts remporte la compétition.

### Concours féminin
Il n'y a pas d'épreuve de qualification, les sauteuses admises à la participation à cette toute première épreuve olympique de saut à ski sont au nombre de trente.
Après un saut dit d'« essai », la première manche du concours olympique voit s'affronter les trente sauteuses ; l’ordre de départ du deuxième saut est à l’inverse du classement provisoire du premier saut.

## Quotas
Les quotas déterminant le nombre de sauteurs de chaque nation admis à participer aux épreuves olympiques de saut à ski est fixé à 100 par le Comité international olympique, hommes et dames confondus. La Fédération internationale de ski a choisi de répartir ce quota à 70 sauteurs pour les hommes (comme à Vancouver), et 30 pour les femmes.
Les quotas par nations sont déterminés par le classement mondial à la date du 19 janvier 2014, les épreuves prises en compte étant les Grands Prix, et les Coupes du monde de juillet 2012 au 19 janvier 2014. Toutefois, le nombre maximum de sauteuses par nation étant de quatre, les éventuelles cinquièmes ou sixièmes sauteuses de chaque nation parmi les trente premières laisseront leur quota aux nations des suivantes du classement mondial. Pour les sauteurs, le nombre maximum par nation est de cinq.
Le 20 janvier, la FIS communique la liste officielle des quotas par nations :
|                    | Hommes (base) | Hommes (repêchés) | Dames (base) | Dames (repêchées) |
| ------------------ | ------------- | ----------------- | ------------ | ----------------- |
| Allemagne          | 5             |                   | 4            |                   |
| Autriche           | 5             |                   | 2            |                   |
| Bulgarie           | 1             |                   | —            |                   |
| Canada             | 2             | +2                | 3            | -1                |
| Corée du Sud       | 2             | +2                | —            |                   |
| Estonie            | 1             | +1                | —            |                   |
| Finlande           | 5             |                   | 1            |                   |
| France             | 5             | -4                | 3            |                   |
| Grèce              | —             | +1                | —            |                   |
| Italie             | 4             | -1                | 2            |                   |
| Japon              | 5             |                   | 3            |                   |
| Kazakhstan         | 1             | +1                | —            |                   |
| Norvège            | 5             |                   | 3            | +1                |
| Pologne            | 5             |                   | —            |                   |
| Roumanie           | —             | +1                | —            |                   |
| Russie             | 5             |                   | 1            |                   |
| République tchèque | 5             |                   | —            |                   |
| Slovénie           | 5             |                   | 4            |                   |
| Suisse             | 5             | -3                | 1            |                   |
| États-Unis         | 4             |                   | 3            |                   |

Les nations ayant le quota maximum de cinq sauteurs sont au nombre de onze : Allemagne, Autriche, Finlande, France, Japon, Norvège, Pologne, Russie, République tchèque, Slovénie et Suisse ; le quota maximum de quatre sauteuses est atteint par deux nations, l'Allemagne et la Slovénie, qui seront les seuls pays à avoir neuf sportifs engagés en saut à ski à Sotchi.
Après le décompte des sauteurs effectivement sélectionnés par leur fédération nationale, il se trouve que des pays n'utilisent pas leurs quotas masculins en totalité : la France n'envoie qu'un sauteur, la Suisse deux, l'Italie trois, libérant huit place pour des « repêchés », dont les quotas sont attribués au Canada (deux repêchés, total de quatre), à l'Estonie (un repêché, total de deux), la Grèce (un repêché, seul), la Corée du Sud (deux repêchés, total de quatre),la Roumanie (un repêché, seul), et le Kazakhstan (un repêché, total de deux).
Le 3 février 2014, la fédération canadienne annonce qu'Alexandra Pretorius est à nouveau blessée, et qu'elle ne sera pas remplacée par une autre sauteuse canadienne. Le quota libéré est proposé à l'Autriche, qui décline l'offre, puis à la Norvège, qui l'accepte.

## Sélectionnés
Les sauteurs et sauteuses se rendant effectivement aux Jeux olympiques pour y concourir sont choisis par les fédérations nationales ; le critère minimum est d'avoir au moins marqué un point lors de Coupe du Monde, Grand-Prix ou Coupe Continentale.

## Médaillés

### Hommes
| Épreuves                               | Or                                                                    | Argent                                                                            | Bronze                                                     |
| -------------------------------------- | --------------------------------------------------------------------- | --------------------------------------------------------------------------------- | ---------------------------------------------------------- |
| HS 106 résultats détaillés             | Kamil Stoch (Pologne)                                                 | Peter Prevc (Slovénie)                                                            | Anders Bardal (Norvège)                                    |
| HS 140 résultats détaillés             | Kamil Stoch (Pologne)                                                 | Noriaki Kasai (Japon)                                                             | Peter Prevc (Slovénie)                                     |
| HS 140 par équipes résultats détaillés | Allemagne Andreas Wank Marinus Kraus Andreas Wellinger Severin Freund | Autriche Michael Hayböck Thomas Morgenstern Thomas Diethart Gregor Schlierenzauer | Japon Reruhi Shimizu Taku Takeuchi Daiki Ito Noriaki Kasai |

### Femmes
| Épreuve                    | Or                      | Argent                      | Bronze                 |
| -------------------------- | ----------------------- | --------------------------- | ---------------------- |
| HS 106 résultats détaillés | Carina Vogt (Allemagne) | Daniela Iraschko (Autriche) | Coline Mattel (France) |

## Tableau des médailles
| Rang | Pays      | Or | Argent | Bronze | Ensemble |
| ---- | --------- | -- | ------ | ------ | -------- |
| 1    | Allemagne | 2  | 0      | 0      | 2        |
| 1    | Pologne   | 2  | 0      | 0      | 2        |
| 3    | Autriche  | 0  | 2      | 0      | 2        |
| 4    | Japon     | 0  | 1      | 1      | 2        |
| 4    | Slovénie  | 0  | 1      | 1      | 2        |
| 6    | France    | 0  | 0      | 1      | 1        |
| 6    | Norvège   | 0  | 0      | 1      | 1        |
|      | Total     | 4  | 4      | 4      | 12       |